# Zamarada anacantha
Zamarada anacantha är en fjärilsart som beskrevs av Fletcher 1974. Zamarada anacantha ingår i släktet Zamarada och familjen mätare. Inga underarter finns listade i Catalogue of Life.